# Saxonia (schip, 1954)
De  RMS Saxonia II of RMS Carmania of SS Leonid Sobinov was een passagiersschip  en oorspronkelijk genoemd naar de RMS Saxonia I.

## Carrière[1]
Het schip diende Cunard Line tot 1962 waarna ze na aanpassingswerken herdoopt werd tot RMS Carmania en terug dienstdeed tot 1971. In 1973 verkocht te worden aan de Soviet Union-based Black Sea Shipping Company die het schip herdoopte tot SS Leonid Sobinov.
Het schip diende bij Cunard Line voor het bedienen van de lijn Verenigd Koninkrijk - Montreal. Na de verbouwingen in 1963 deed het vooral dienst op de route Rotterdam - Le Havre - Southampton - Canada, maar werd in de winter maanden als cruiseschip ingezet op de Middellandse Zee en de Caraïben.
Het schip had ook een paar keer tegenslag:

- In 1968 moest het een cruise in de Caraïben annuleren  wegens verstrengde brandwetgeving in de VS.

- In 1969 strandde het op een zandbank van het eiland San Salvador in de Bahama's

- Het schip botste in 1969 met de Sovjet kruiser Frunze, gelukkig met weinig schade.